# Nuclear Threat Initiative
La Nuclear Threat Initiative (NTI) è un'organizzazione non a scopo di lucro statunitense, fondata nel 2001 dall'ex senatore Sam Nunn e dal filantropo Ted Turner negli Stati Uniti. L'NTI opera al fine prevenire attacchi e incidenti catastrofici condotti con armi di distruzione di massa e armi di disturbo - di tipo nucleare, biologico, radiologico, chimico-, nonché le minacce alla sicurezza informatica.

## Storia
Nel 2002, NTI ha integrato uno stanziamento da parte dell'amministrazione statunitense con i cinque milioni mancanti per poter organizzare il trasferimento sicuro di 48 kg di uranio altamente arricchito - sufficiente a fabbricare due ordigni nucleari - dal defunto reattore nucleare di Vinča, vicino a Belgrado, in una struttura russa nella quale avrebbe dovuto essere fuso e reso utilizzabile come combustibile tradizionale.
Nello stesso anno, ha avviato un partenariato con l'Organizzazione Mondiale della Sanità per la costituzione di un fondo per la gestione delle emergenze sanitarie pubbliche, in merito al quale Sam Nunn ha dichiarato
(Snm nunn, WHO, 2002)
Nel 2008, NTI ha contribuito alla creazione del World Institute for Nuclear Security (WINS) a Vienna, che ha ricevuto il sostegno della risoluzione n. 1887 del Consiglio di sicurezza dell'ONU la quale richiedeva agli Stati membri di "condividere le migliori pratiche al fine di incrementare gli standard e la prassi della sicurezza nucleare per ridurre il rischio di [forme di] terrorismo nucleare". Al 2020, l'organizzazione viennese era partecipata da più di 3 800 membri provenienti da 118 Paesi. Un articolo del The Economist ha dichiarato:
(The Economist, 2 ottobre 2008)
All'inizio del 2018, la Nuclear Threat Initiative ha ricevuto una sovvenzione di sei milioni di dollari dall'Open Philanthropy Project destinata al finanziamento delle attività di mitigazione del minacce "biologiche globali che sono aumentate via via che il mondo si è fatto più interconnesso". Nel gennaio 2018, NTI ha annunciato di aver ricevuto l'ulteriore supporto di 250.000 dalla Fondazione Bill & Melinda Gates per sviluppare un Indicatore di sicurezza sanitaria globale (Global Health Security Index), atto a valutare l'efficienza e l'efficacia dei programmi e delle politiche di un Paese in tema di sicurezza sanitaria.

## Attività
La Nuclear Threat Initiative pubblica annualmente il Nuclear Security Index, un indice comparativo dello stato della sicurezza dei materiali nucleari in 176 Paesi, realizzato collaborazione con l'Economist Intelligence Unit.
Nel 2005, l'organizzazione ha prodotto il film Last Best Chance, trasmesso dall'emittente HBO, al quale seguì il docufilm Nuclear Tipping Point, che nell'aprile 2010 il presidente Obama fece proiettare alla Casa Bianca.